# نيكي هانت
نيكي هانت (بالإنجليزية: Nicky Hunt)‏ (3 سبتمبر 1983 في المملكة المتحدة - ) هو لاعب كرة قدم بريطاني في مركز الظهير. شارك مع منتخب إنجلترا تحت 21 سنة لكرة القدم. أما مع النوادي، فقد لعب مع برمنغهام سيتي وبريستون نورث إيند وبولتون واندررز وديربي كاونتي ونادي أكرينغتون ستانلي ونادي بريستول سيتي ونادي روذرهام يونايتد ونادي مانسفيلد تاون ونادي ليتون أورينت.

## وصلات خارجية
- نيكي هانت على موقع قاعدة بيانات كرة القدم.إي يو (الإنجليزية)
- نيكي هانت على موقع Soccerbase.com (لاعب) (الإنجليزية)
- نيكي هانت على موقع عالم كرة القدم.نت (الإنجليزية)